# Evangelische Kirche Berndshausen
Die Evangelische Kirche Berndshausen ist ein denkmalgeschütztes Kirchengebäude in Berndshausen, einem Ortsteil der Gemeinde Knüllwald im Schwalm-Eder-Kreis (Hessen). Sie gehört zur Kirchengemeinde Beisheim-Berndshausen im Kirchspiel Knüllwald I im Kirchenkreis Schwalm-Eder der Evangelischen Kirche von Kurhessen-Waldeck.
Der Saalbau mit dreiseitigem Schluss wurde 1729 errichtet. Er liegt inmitten eines gut erhaltenen, gotischen Wehrkirchhofes. Die Ringmauer ist in vollem Umfang und ursprünglicher Höhe bis zu sechs Metern mit Schießscharten und dem Ansatz des Wehrganges erhalten. An die Nordseite der Wehrmauer wurde in späterer Zeit ein kleiner Gefängnisbau angefügt.
Wegen Einsturzgefahr wurde 1999 mit umfangreichen Renovierungsarbeiten begonnen.
Vor dem Kirchhof befindet sich ein Gerichtsplatz mit einem steinernen Gerichtstisch unter zwei mächtigen geleiteten Gerichtslinden.

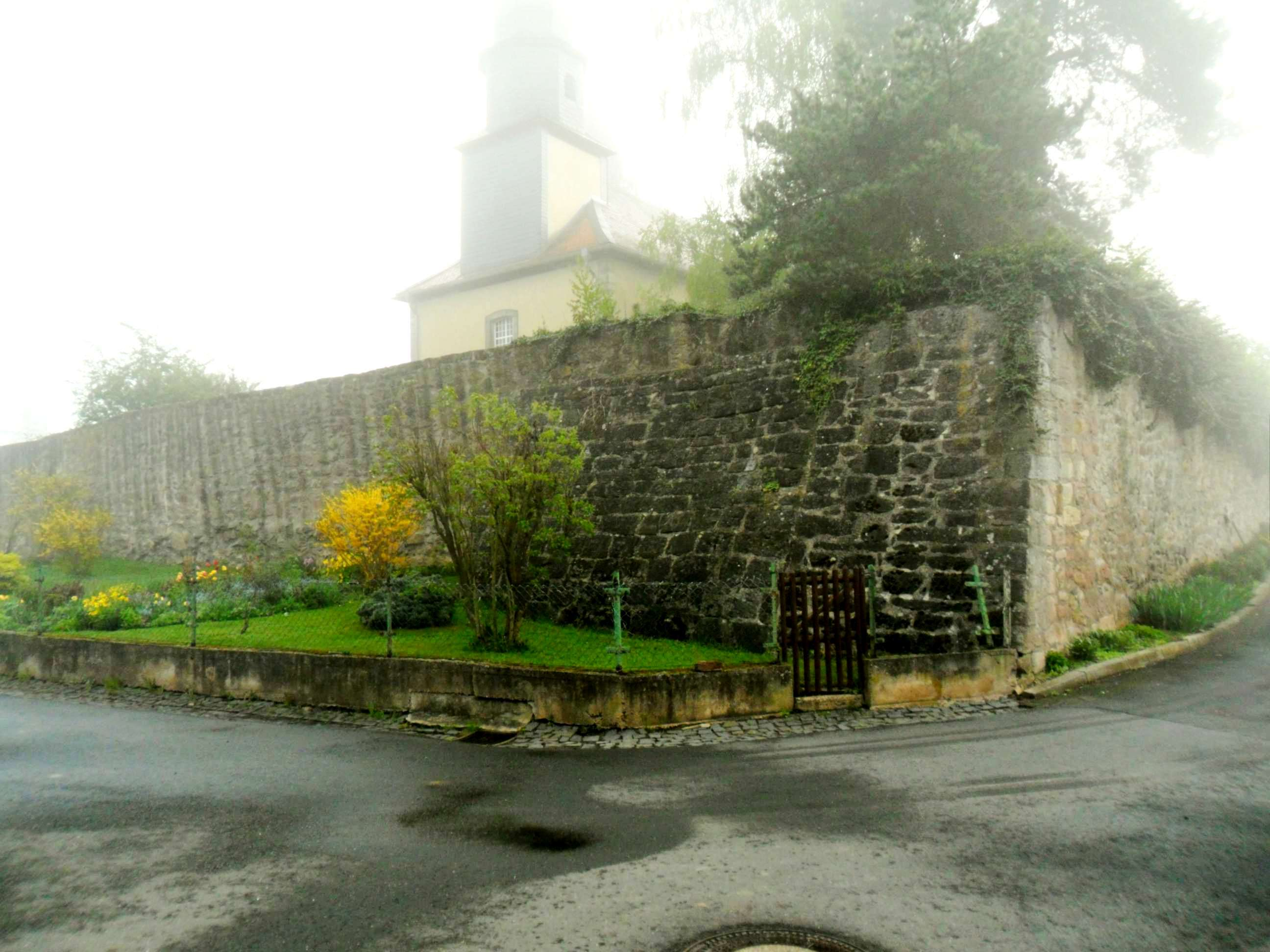
Ansicht von Nordosten mit Kirche über Kirchhofmauer
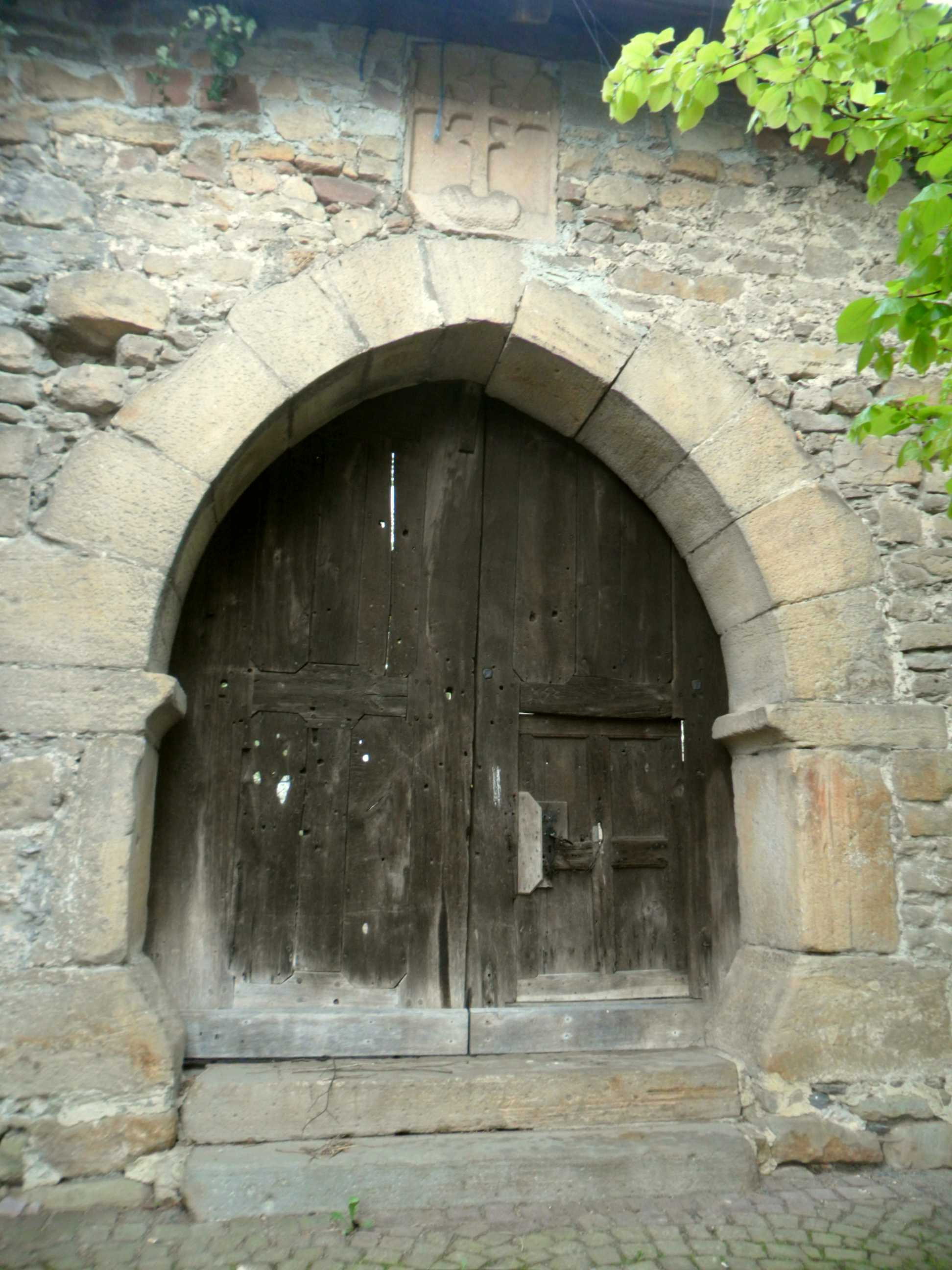
Kirchhofmauer im Westen von Ortsseite mit gotischem Torbogen (Kammertor)
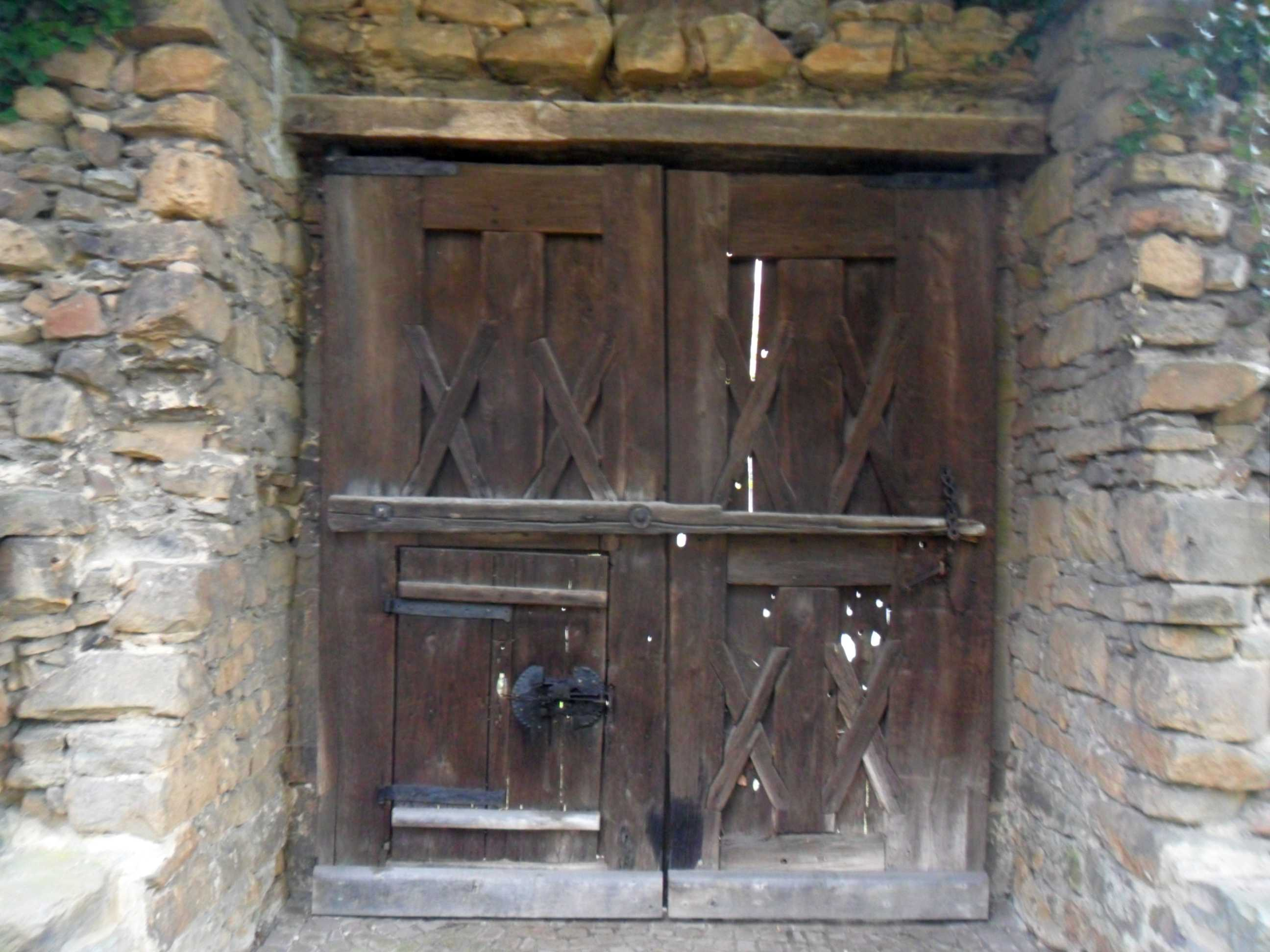
Kammertor im Westen über Kirchhof mit Holztor und Ansätze der Zangenmauern
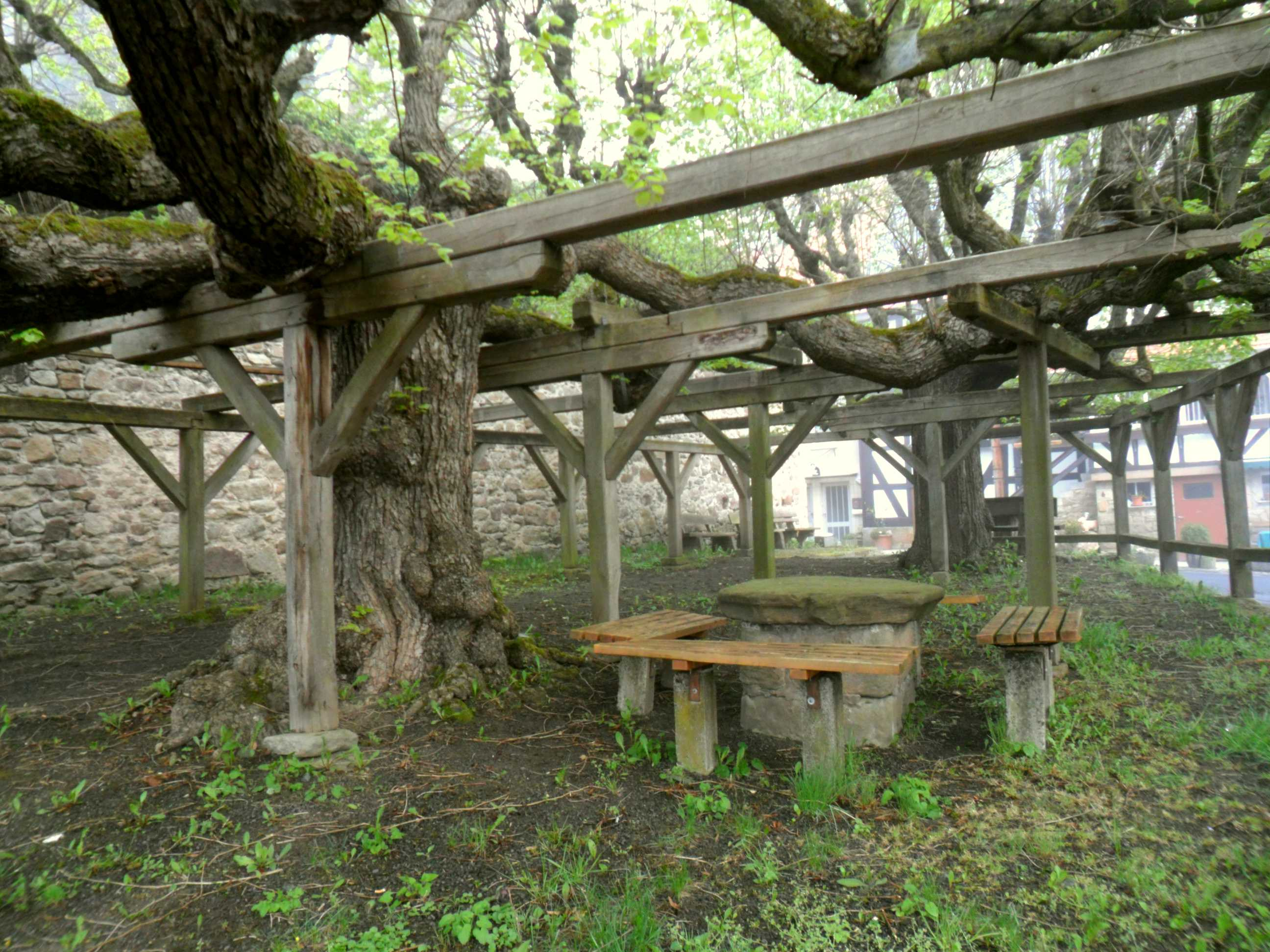
Gerichtsplatz im Westen-Linde mit Holzbalkenabstützung der Äste und Richtertisch mit Bänken